# Willibald Zechner
Willibald Zechner (7 luglio 1965) è un ex sciatore alpino austriaco.

## Biografia
Specialista delle prove veloci originario di Schladming, Zechner in Coppa del Mondo ottenne tre piazzamenti: il primo il 12 dicembre 1987 in Val Gardena in discesa libera (11º), il migliore il 15 gennaio 1989 a Kitzbühel in combinata (9º) e l'ultimo il 22 gennaio successivo a Wengen nella medesima specialità (10º), suo ultimo risultato agonistico. Non prese parte a rassegne olimpiche né ottenne piazzamenti iridati.

## Palmarès

### Coppa del Mondo
- Miglior piazzamento in classifica generale: 55º nel 1989

### Campionati austriaci
- 1 medaglia[1]:
  - 1 bronzo (discesa libera nel 1989)